# Nécropole nationale de Saint-Thomas-en-Argonne
Pour un article plus général, voir Sites funéraires et mémoriels de la Première Guerre mondiale (Front Ouest).
La nécropole nationale de Saint-Thomas-en-Argonne est un cimetière militaire français de la Première Guerre mondiale, situé sur le territoire de la commune de Saint-Thomas-en-Argonne à la sortie du village de Vienne-le-Château sur la RD 63 en direction à Binarville, en face de l' « Ossuaire de la Gruerie », dans le département de la Marne.

## Historique
Le cimetière militaire, créé en 1924, regroupe les corps des soldats tués au cours des Batailles d'Argonne de 1914 à 1918. L'aménagement du site s'est déroulé en 1924-1925 par le regroupement des dépouilles des soldats exhumés des cimetières militaires de La Biesme et de La Gruerie.
De 1941 à 1952, y sont regroupés les corps de soldats tués au cours de la Seconde Guerre mondiale sur le territoire du département de la Marne. La nécropole est rénovée en 1962.

## Caractéristiques
La nécropole de Saint-Thomas-en-Argonne rassemble, sur une superficie de 2,4 ha, les corps de 8 173 soldats morts au cours de la Grande Guerre ; 4 849 dans des tombes individuelles et 3 324 dans deux ossuaires.
88 soldats morts pendant la Seconde Guerre mondiale y sont également inhumés.
Dans le cimetière a été érigé un monument à la mémoire de la 128e Division d'Infanterie « Les Loups ».

## Personnalités inhumées à la nécropole
- Joseph Vidal de la Blache (1872-1915), officier et historien militaire, chef de bataillon au 150e régiment d’infanterie tué au bois de la Gruerie le 29 janvier 1915. Son nom est inscrit au Panthéon parmi les 560 écrivains morts au combat pendant la Première Guerre mondiale.